# Surjoux

Surjoux este o comună în departamentul Ain din estul Franței.